# دونلد أيوين كامرون
دونلد إوين كامرون (بالإنجليزية: Donald Ewen Cameron)‏ ولد في اسكتلاندا يوم 24 ديسمبر سنة 1901 وتوفي يوم 8 سبتمبر سنة 1967. وشغل منصب رئيس الجمعية الأمريكية للأطباء النفسيين (خلال عامي 1952 و1953)، ورئيس الجمعية الكندية للأطباء النفسيين (خلال عامي 1958 و1959)، ورئيس الجمعية الأمريكية للأمراض النفسية (عام 1963)، ورئيس جمعية الطب النفسي البيولوجي (عام 1965)، ورئيس الجمعية العالمية للأطباء النفسيين (منذ عام 1961 وحتى عام 1966). رغم شهرته في أوساط الأطباء النفسيين، انتُقِدَ إوين كامرون بسبب تجريبه لأساليب العلاج بالصدمات الكهربائية والعقاقير المخدرة على مرضاه دون الحصول على موافقتهم. وقد تم إجراء جزء من هذه التجارب في سياق مشروع إم كيه ألترا التابع لوكالة الاستخبارات المركزية بالولايات المتحدة، حيث تضمن المشروع أساليب غسيل الدماغ ومحو الأنماط.

## روابط خارجية
- دونلد أيوين كامرون على موقع IMDb (الإنجليزية)